# Ricardo Blas
Pedro Ricardo Cruz Blas (ur. 17 lipca 1954) – guamski judoka. Olimpijczyk z Seulu 1988, gdzie zajął dziewiętnaste miejsce w wadze ciężkiej.
Uczestnik mistrzostw świata w 1987 roku.
Chorąży reprezentacji w Seulu 1988. Przewodniczący Guamskiego komitetu olimpijskiego.
Jego synem jest Ricardo Blas Jr., judoka i uczestnik igrzysk w 2008 i 2012.

## Letnie Igrzyska Olimpijskie 1988
| Konkurencja | Eliminacje          | Klas. końcowa |
| Konkurencja | Przeciwnik I        | Miejsce       |
| ----------- | ------------------- | ------------- |
| +95 kg      | Steve Cohen (USA) P | 19.           |